# Sophie O'Rourke
Pour les articles homonymes, voir O'Rourke.
Sophie O'Rourke, née le 1er octobre 2000 à Cork, est une joueuse de squash représentant l'Irlande. Elle atteint, en mai 2017, la 177e place mondiale sur le circuit international, son meilleur classement. Elle est championne d'Irlande à trois reprises entre 2018 et 2020.

## Biographie
Elle est la plus jeune championne d'Irlande senior remportant le titre à dix-sept ans.

## Palmarès

### Titres
- Championnat d'Irlande : 3 titres (2018-2020)

### Finales
- Championnat d'Irlande : 2017